# Etmopterus baxteri
 Etmopterus baxteri  ist eine Art der Gattung Etmopterus innerhalb der Laternenhaie (Etmopterinae; auch als Familie Etmopteridae eingestuft). Das Verbreitungsgebiet dieser Art umfasst Teile des Südwest-Pazifiks um Neuseeland sowie möglicherweise Bereiche im westlichen Zentralpazifik und vor der südafrikanischen Küste.

## Aussehen und Merkmale
Etmopterus baxteri ist ein für die Gattung vergleichsweise großer Hai mit einer bekannten Körperlänge von 55 bis 60 cm, die maximal bis zu 88 cm erreichen kann. Er hat einen für die Laternenhaie typischen langgestreckten Körper mit einem langen und zugleich breiten und oberseits abgeflachten Kopf. Die Körperfarbe ist einheitlich braun bis schwarz-braun. Auf der Unterseite der Schnauze und des Bauches besitzt er dunkle Bereiche, ebenso hinter und oberhalb der Analflosse. Einen weiteren dunklen Fleck besitzt er am Ansatz der Schwanzflosse. Der Kopf ist durch einen undeutlichen, dreieckigen weißen Fleck gezeichnet. Außerdem besitzt er die für die Laternenhaie typischen Leuchtorgane an der Bauchseite.
Er besitzt keine Afterflosse und zwei Rückenflossen mit den ordnungstypischen Stacheln vor den Rückenflossen. Die erste Rückenflosse beginnt weiter hinter den Brustflossen und ist etwa halb so groß wie die zweite. Der kräftige Dorn der zweiten Rückenflosse ist stark gebogen. Wie alle Arten der Familie besitzen die Tiere fünf Kiemenspalten und haben ein Spritzloch hinter dem Auge.

## Verbreitung

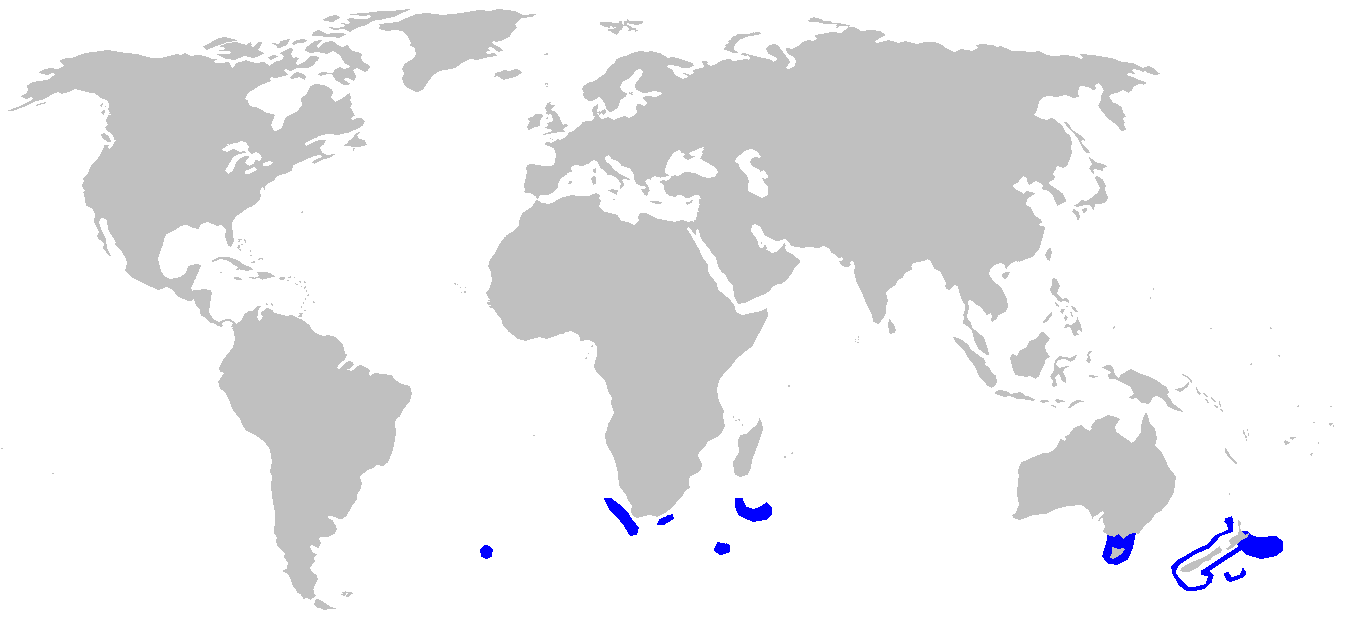
Verbreitungsgebiet von Etmopterus baxteri

Das Verbreitungsgebiet dieser Art umfasst Teile des Südwest-Pazifiks um Neuseeland sowie vielleicht auch Bereiche im westlichen Zentralpazifik und vor der südafrikanischen Küste. Hier ist er aus Tiefen von 878 bis 1427 Metern bekannt.

## Lebensweise
Etmopterus baxteri lebt im Bereich des Kontinentalschelfs und an den Inselsockeln seines Verbreitungsgebietes. Wie andere Haie ernährt er sich räuberisch, wahrscheinlich von kleineren Fischen und wirbellosen Tieren. Über seine Lebensweise liegen nur wenig Daten vor.
Er ist wie andere Arten der Ordnung lebendgebärend (ovovivipar) mit durchschnittlich 6 bis 16 Jungtieren pro Wurf.

## Gefährdung
Etmopterus baxteri ist in der Roten Liste der IUCN als nicht gefährdet gelistet. Er hat allerdings als Speisefisch keine Bedeutung und wird entsprechend nicht gezielt befischt.

## Belege
1. 1 2  Etmopteridae.: Lantern sharks. In: Compagno et al. 2004
2. ↑  Etmopterus baxteri in der Roten Liste gefährdeter Arten der IUCN 2009. Eingestellt von: Paul, L. (SSG Australia & Oceania Regional Workshop, March 2003), 2003. Abgerufen am 12. März 2009.